# بروس ماغواير
بروس ماغواير (بالإنجليزية: Bruce McGuire)‏ هو لاعب دوري الرغبي أسترالي، ولد في 31 يناير 1962.